# Albreda

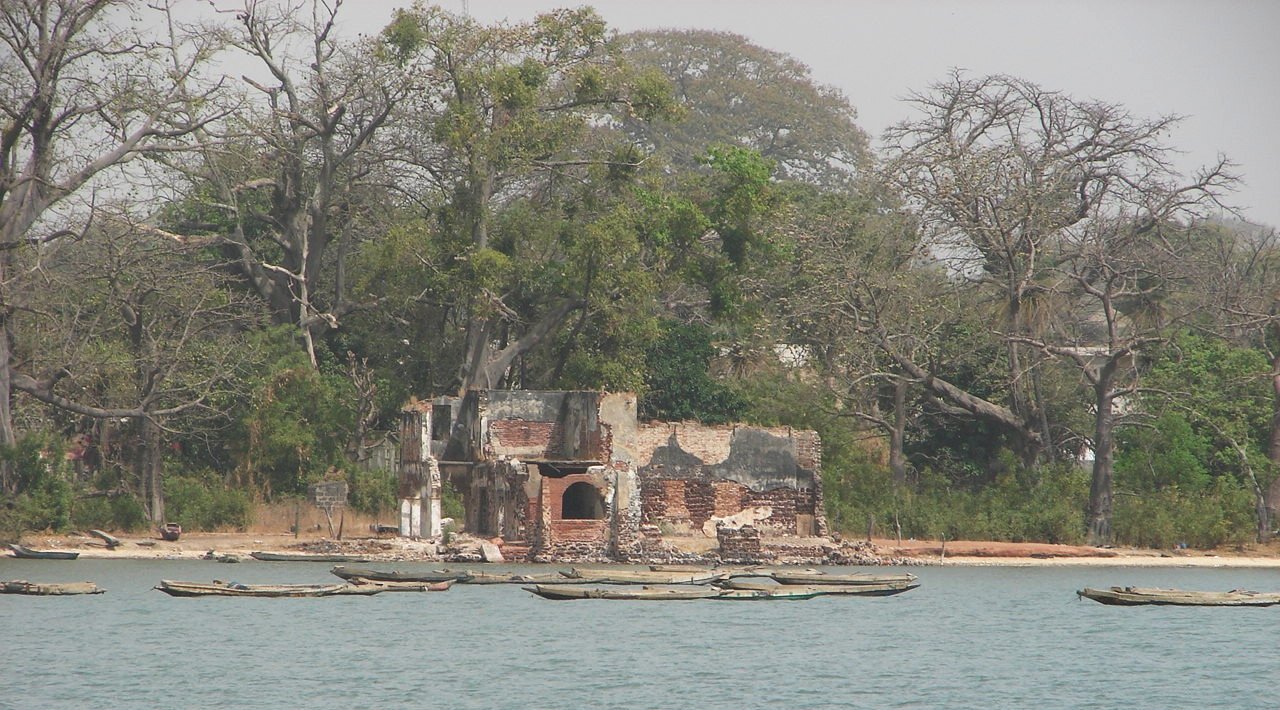
Albreda - ruiny fortu przed rekonstrukcją

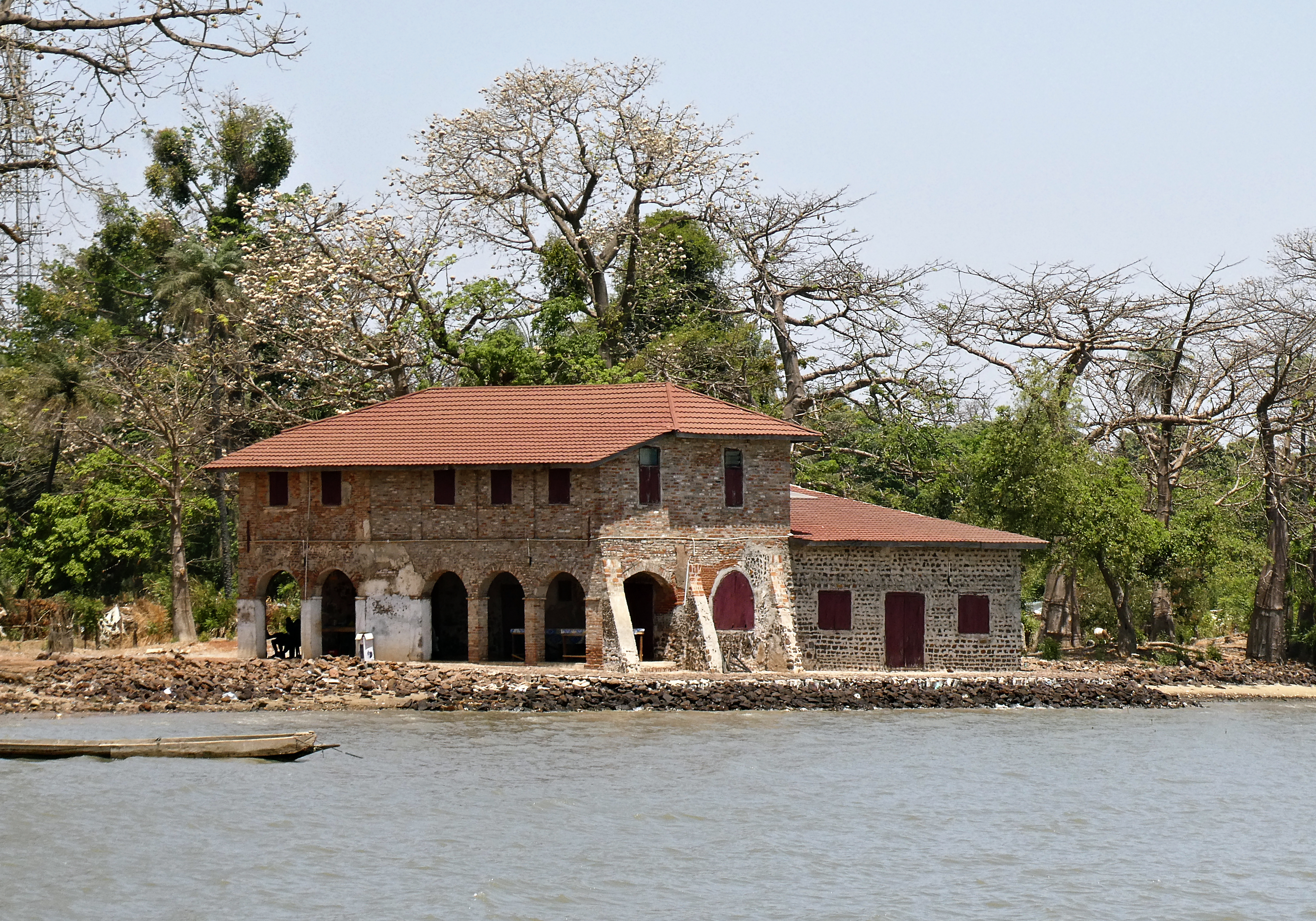
Albreda - budynek CFAO (dawny fort), stan w roku 2020

Albreda (wolof: Daraga) – miejscowość w zachodniej Gambii, w dywizji North Bank na północnym brzegu rzeki Gambia, ok. 1,7 tys. mieszkańców. Znajduje się tu zrekonstruowany po roku 2006 fort z XVIII wieku, w 2003 roku wraz z Wyspą James i kilkoma innymi pomniejszymi stanowiskami w Gambii wpisane na listę światowego dziedzictwa kultury UNESCO. Mieszkańcy miasta zajmują się rybołówstwem.

## Historia
Albreda została założona w XVI wieku przez marabuta imieniem Musa Gaye z ludu Wolofów. W 1681 roku Francuzi otrzymali od miejscowego władcy Niumi Mansy niewielki skrawek lądu z pozwoleniem otwarcia w tym miejscu posterunku handlowego. Miejscowa ludność podjęła handel z Europejczykami i uzależniła się od nich. Handlowano bądź z Francuzami w Albredzie bądź z Brytyjczykami na pobliskiej Wyspie James w zależności od opłacalności interesu. 
Pomiędzy trzema stronami wymiany handlowej często dochodziło do konfliktów. Brytyjczycy zgłaszali pretensje do monopolu na handel na wodach rzeki Gambia. Podpisany w 1783 roku traktat paryski zagwarantował im takie prawo, w zamian za co Wielka Brytania odstąpiła Francji terytoria Senegalu. Albreda była jednak w dalszym ciągu wykorzystywana przez Francuzów jako miejsce przerzutu niewolników. 
Wielka Brytania zabroniła handlu niewolnikami w 1807 roku i po zbudowaniu u ujścia rzeki fortu Bathurst (obecnie Bandżul) urządzała obławy na obce statki niewolnicze. W 1857 roku Francuzi odstąpili Albredę Brytyjczykom.